# 羅馬地鐵
羅馬地鐵（義大利語：Metropolitana di Roma）是意大利羅馬市的地下鐵路系統，於1955年2月9日啟用，它是意大利第一个地铁系统。
現在羅馬地鐵有三條路線：A線、B線和C線，共有73個車站，系統全長60公里。C線延长线工程正在進行中，當局亦計劃興建第四條路線（D線），然而現時並沒有建造D線的時間表。目前羅馬地鐵A線與B線在特米尼車站交滙，A線與C線在圣若望站交匯。2018年年载客量达到3.2亿人次。
羅馬地鐵的規模与伦敦、巴黎、柏林等其他西欧大城市的地鐵系統相比要小很多，甚至比不上米蘭地鐵。主要原因是羅馬市地下埋有大量古羅馬時代的歷史遗迹文物，因而地鐵系統的擴建計劃常被暫停以評估定線對文物的影響，也因此使得罗马地铁的造价极其的高昂，每公里线路建设的各项成本远高于其他欧洲都会。
罗马地铁归属ATAC（Azienda Tranvie ed Autobus del Comune di Roma）公司管辖，ATAC即为罗马交通公司，该公司同时管辖罗马市内公交、有軌電車以及无轨电车的运行。

## 路線
| 線路 | 起訖站                | 起訖站            | 開通年份 | 最後延伸年份 | 長度 | 長度 | 車站數 | 車程（分鐘） |
| 線路 | 起訖站                | 起訖站            | 開通年份 | 最後延伸年份 | 公里 | 英里 | 車站數 | 車程（分鐘） |
| ---- | --------------------- | ----------------- | -------- | ------------ | ---- | ---- | ------ | ------------ |
|      | 巴蒂斯蒂尼            | 阿纳尼纳          | 1980     | 2000         | 18.4 | 11.4 | 27     | 41           |
|      | 劳伦蒂纳              | 雷比比亚 / 约尼奧 | 1955     | 2015         | 22.9 | 14.2 | 26     | 32/37        |
|      | 蒙特孔帕特里-潘塔諾站 | 聖若望            | 2014     | 2018         | 19.1 | 11.9 | 22     | 34           |

### 罗马地铁A线
罗马地铁A线的标识色为橙色，是罗马市第二条地铁线路。A线從羅馬東南部的郊區始發，經過市中心的東北部後，在梵蒂冈城北邊經過，終點位於罗马市西北方。A線的屋大維站是距離梵蒂冈城最接近的羅馬地鐵站。罗马地铁A、B线于特米尼站交匯，而A線亦與C線於聖若望站交匯。
A線在1959年获准興建，但工程於1964年才開始。A线建设时遇到一系列阻碍，首先，原计划采用明挖回填式隧道，但在罗马的东南方向造成严重的道路交通问题，工程不得不暂停。五年后再次开工建设，采用了盾构法，虽然这次解决了交通问题，但因机器的震动引发众多的索赔。并且经常在挖掘中发现许多的考古遗迹而不得不暂停工作，尤其是靠近共和国广场一带。1980年2月16日阿纳尼纳站至屋大維站段正式通车。1990年代初，A線西延段開始動工，並於1999-2000年逐步開通至巴蒂斯蒂尼。
A线各段開通的時間如下：
- 1980年2月19日: 屋大維- 奇内奇塔
- 1980年6月11日: 奇内奇塔 - 阿纳尼纳
- 1999年5月29日: 屋大維 - 奥雷利亚谷
- 2000年1月1日: 奥雷利亚谷 - 巴蒂斯蒂尼

### 罗马地铁B线
罗马地铁B线的標誌色為藍色。雖然名稱為B，但卻是羅馬第一條通車的地鐵線路。1930年代法西斯政府計劃在羅馬中央火車站（羅馬特米尼車站）與羅馬萬國博覽會區（EUR區）之間修建一條快速鐵路，但原定於1942年開幕的羅馬世博會後來因為二戰爆發而沒有召開，到1940年地鐵工程被迫停工，當時特米尼站到金字塔站之間的隧道已經完工，戰爭期間被臨時用作防空洞。二戰結束後，1948年，羅馬地鐵工程再度開工，原先的羅馬萬國博覽會區域（EUR區）也重新定義為羅馬的新商務中心。1955年2月9日，由意大利總統路易吉·伊諾第宣布開幕，翌日，羅馬以及意大利的首條地鐵正式投入運行。
1980年新的東西向地鐵線通車，由屋大維站至阿纳尼纳站的新地鐵線被命名為A線，而原有由特米尼運行至勞倫蒂納的路線就被命名為B線。
B线于1990年由特米尼站向东延伸至今天的雷比比亚站，2012年B1线由博洛尼亚站引出延伸至孔卡多羅站，2015年4月21日B1线再延长至约尼奧站。
B线各段開通的時間如下：
- 1955年2月9日: 特米尼 – 勞倫蒂納
- 1990年12月8日: 特米尼 – 雷比比亚
- 2012年6月13日: 博洛尼亞 – 孔卡多羅 (B1)
- 2015年4月21日: 孔卡多羅 – 約尼奧(B1)

### 罗马地铁C线
罗马地铁C线的标识色为绿色，計畫於2000年提出，2007年動工。C线一期路段于2014年11月9日正式投入运行，最初脫網運行。第二期至洛迪站的路段于2015年6月29日投入运行，第三期至圣若望站的路段則於2018年5月12日通车，從此C線可以在圣若望站与地铁A线轉乘。罗马地铁C线是罗马第一条无人自动驾驶地铁，搭載列车自动运行装置。
因为C线将穿过罗马最重要的历史中心区，为保护沿线的历史文物及遗迹，所以该线的通车时间经常会延期，比如在2014年，地鐵C線圣若望站挖掘到古農村商業遺址。在2016年5月16日，同區域也在挖掘過程中發現古羅馬營房。

## 車輛

### 現在使用車輛

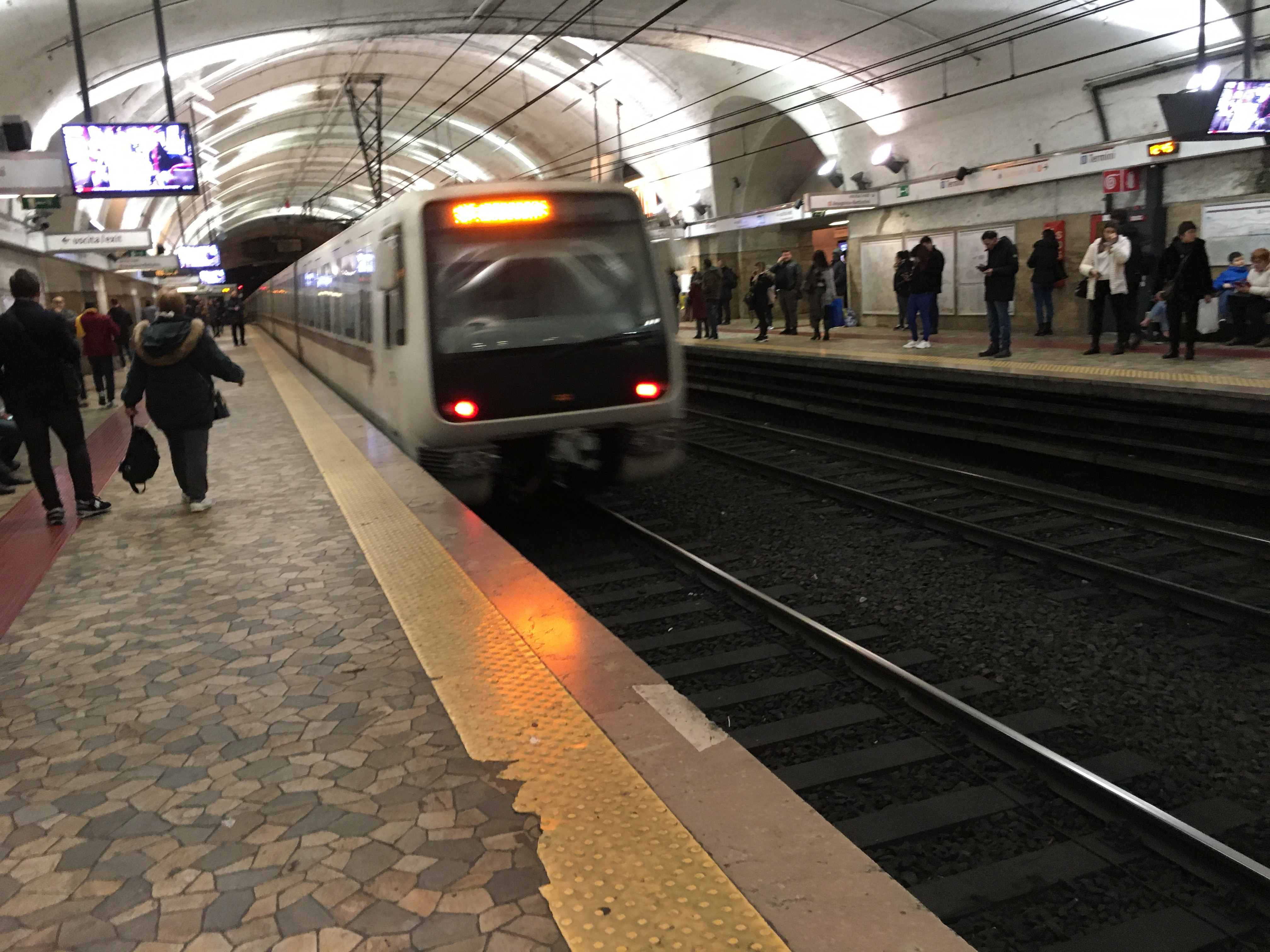
一輛S/300型列車於特米尼站

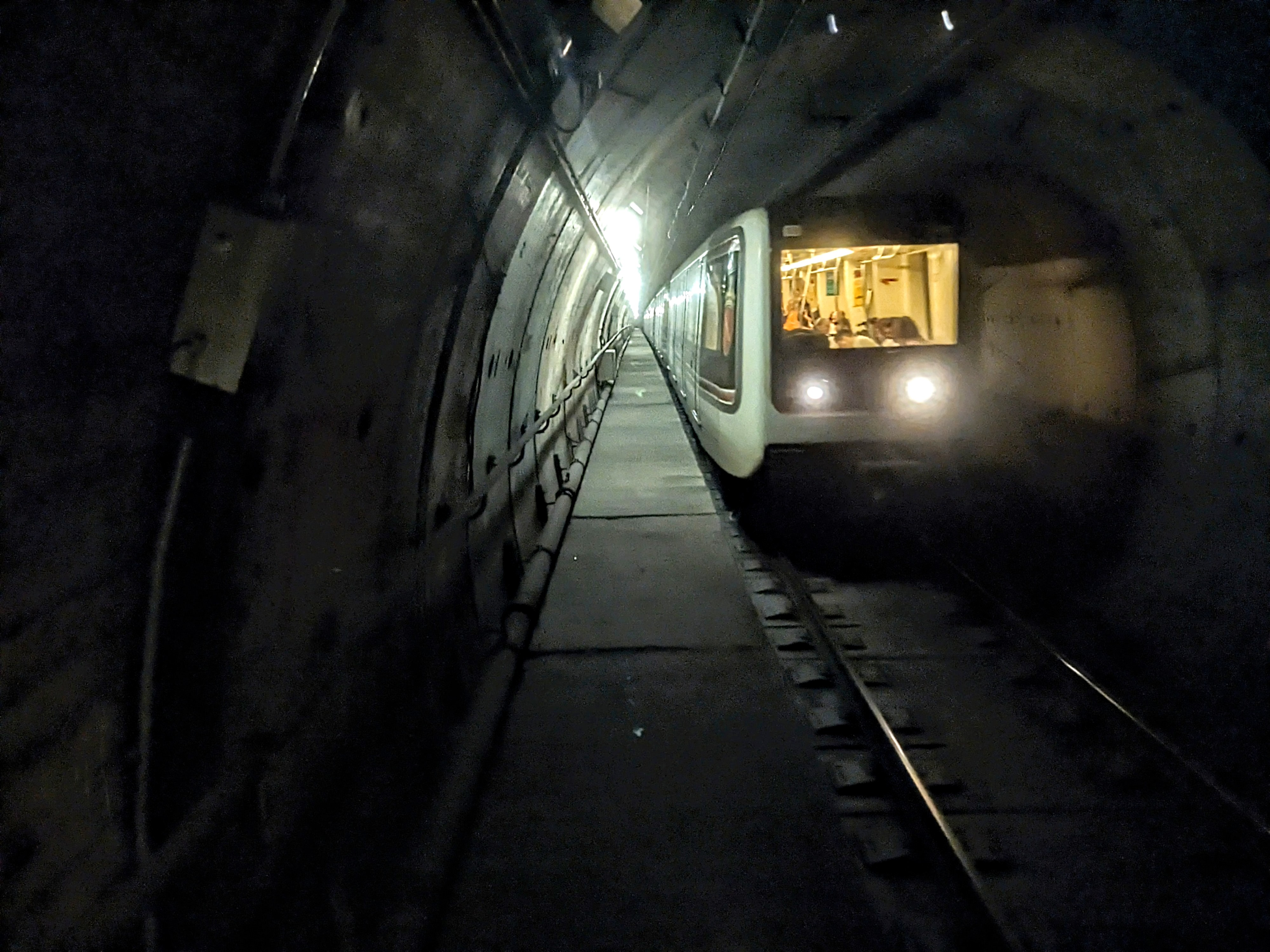
一輛MC100系列列車抵达皮涅托站

- 羅馬地鐵S/300型電聯車（義大利語：CAF S/300）—列車由西班牙CAF製造，2005年投入營運，在羅馬地鐵A、B線與羅馬-麗都鐵路（英语：Rome–Lido railway）使用。最初購置53列列車，其中45列在地鐵A線營運。2014年為B1支線開通增購18列，15列用於地鐵B線，目前有71列列車，60列於地鐵營運，最初購置的列車型號為MA 300 ，2014年增購的列車型號為MB 400，兩者皆採6節編組，載客量1208人，最高速度90公里/小時。[13][14]
- MC100系列—列車由安薩爾多百瑞達製造，屬於日立轨道意大利无人驾驶地铁列车，2014年投入，於C線營運，目前有13列6節編組列車營運中。

### 以前使用車輛

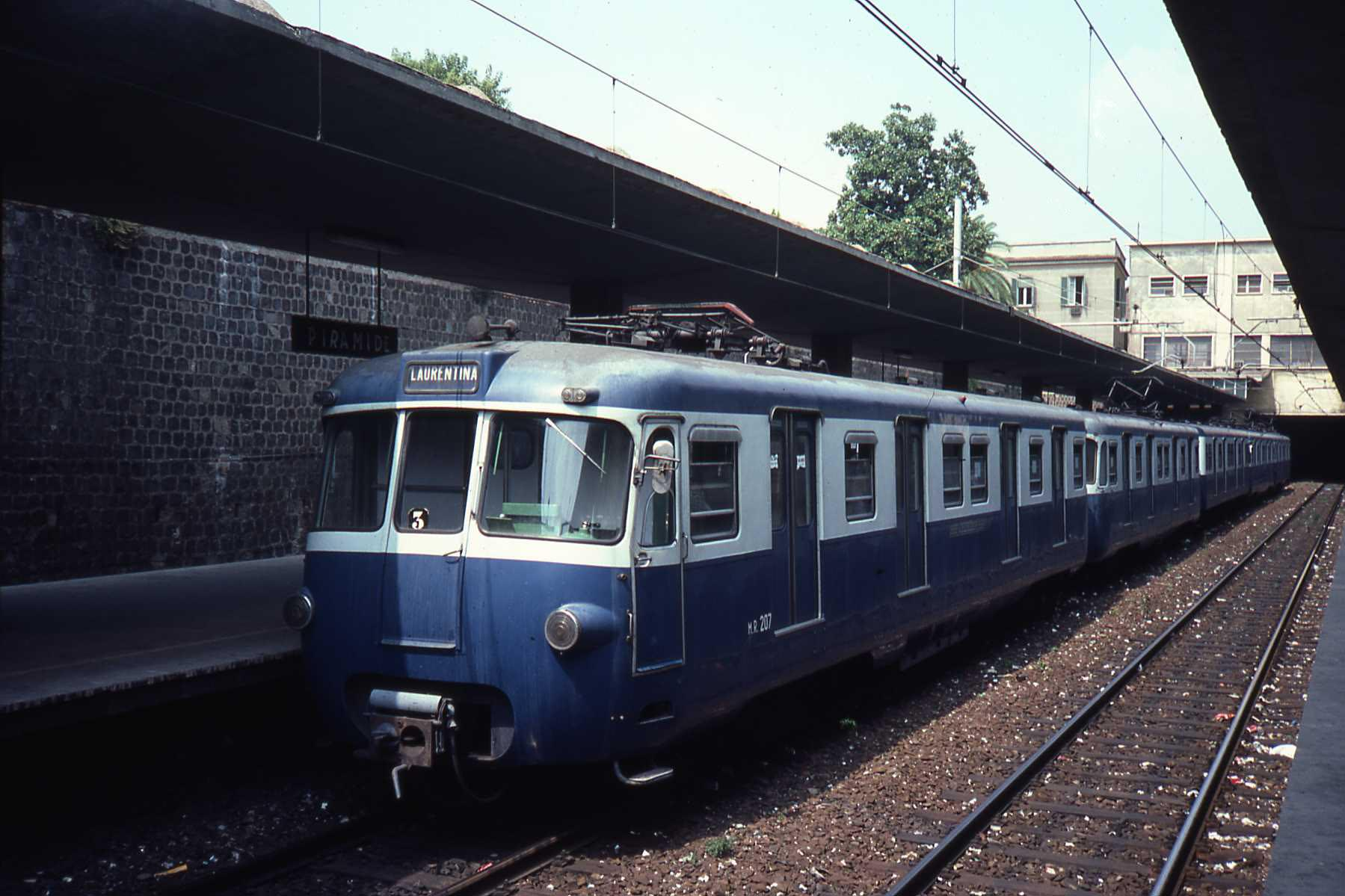
MR 200型
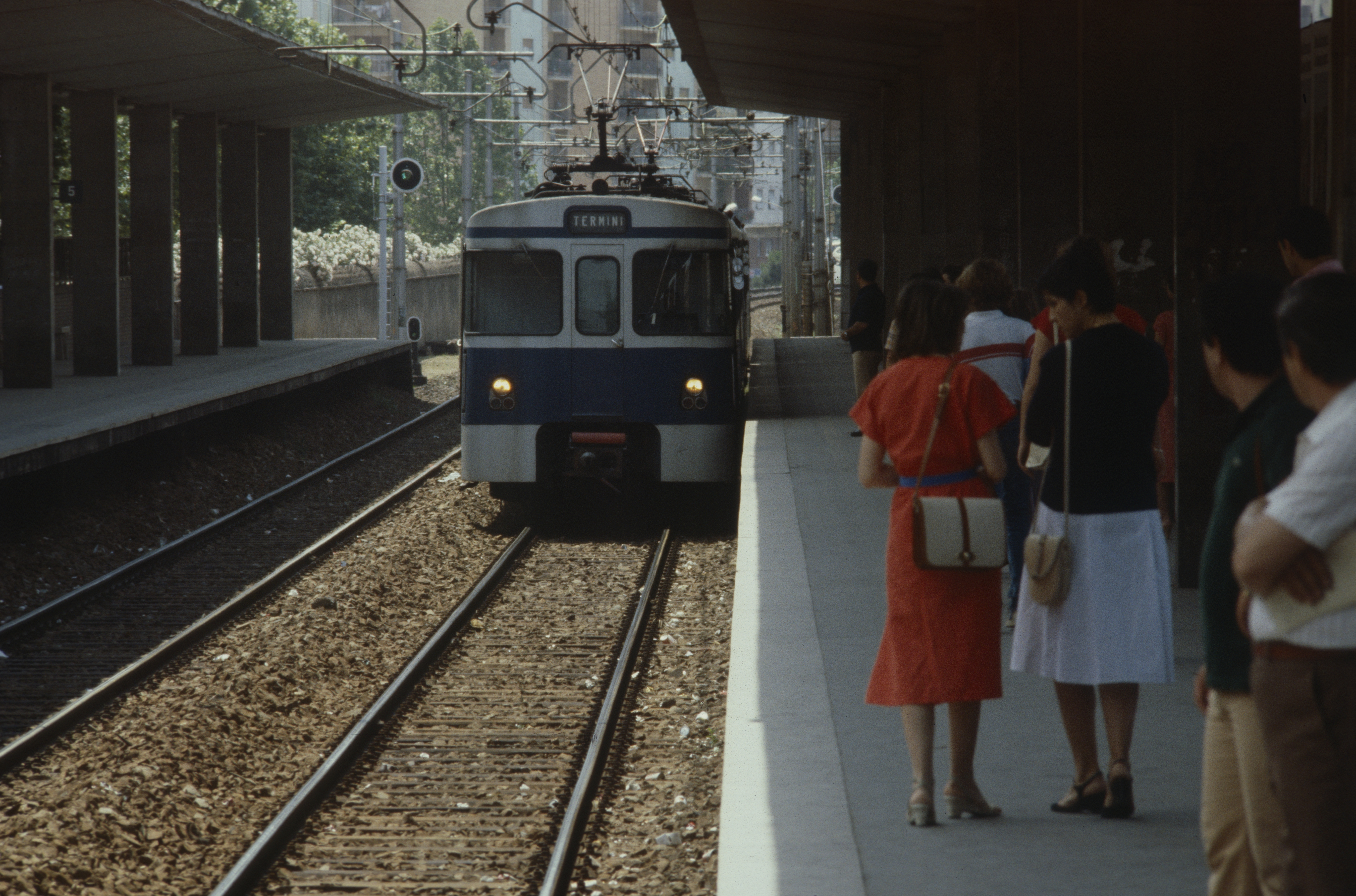
MR 300型
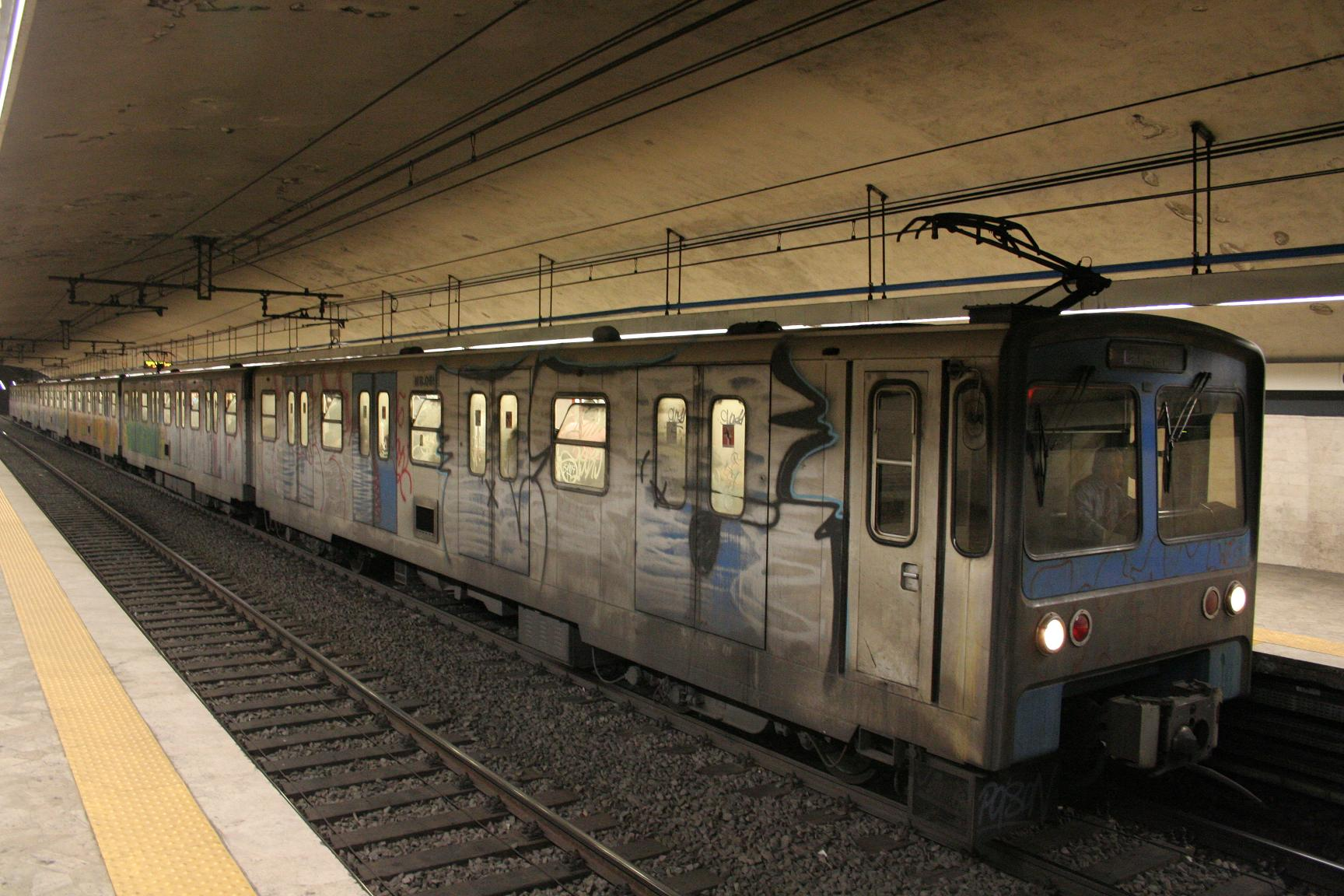
MB 100型
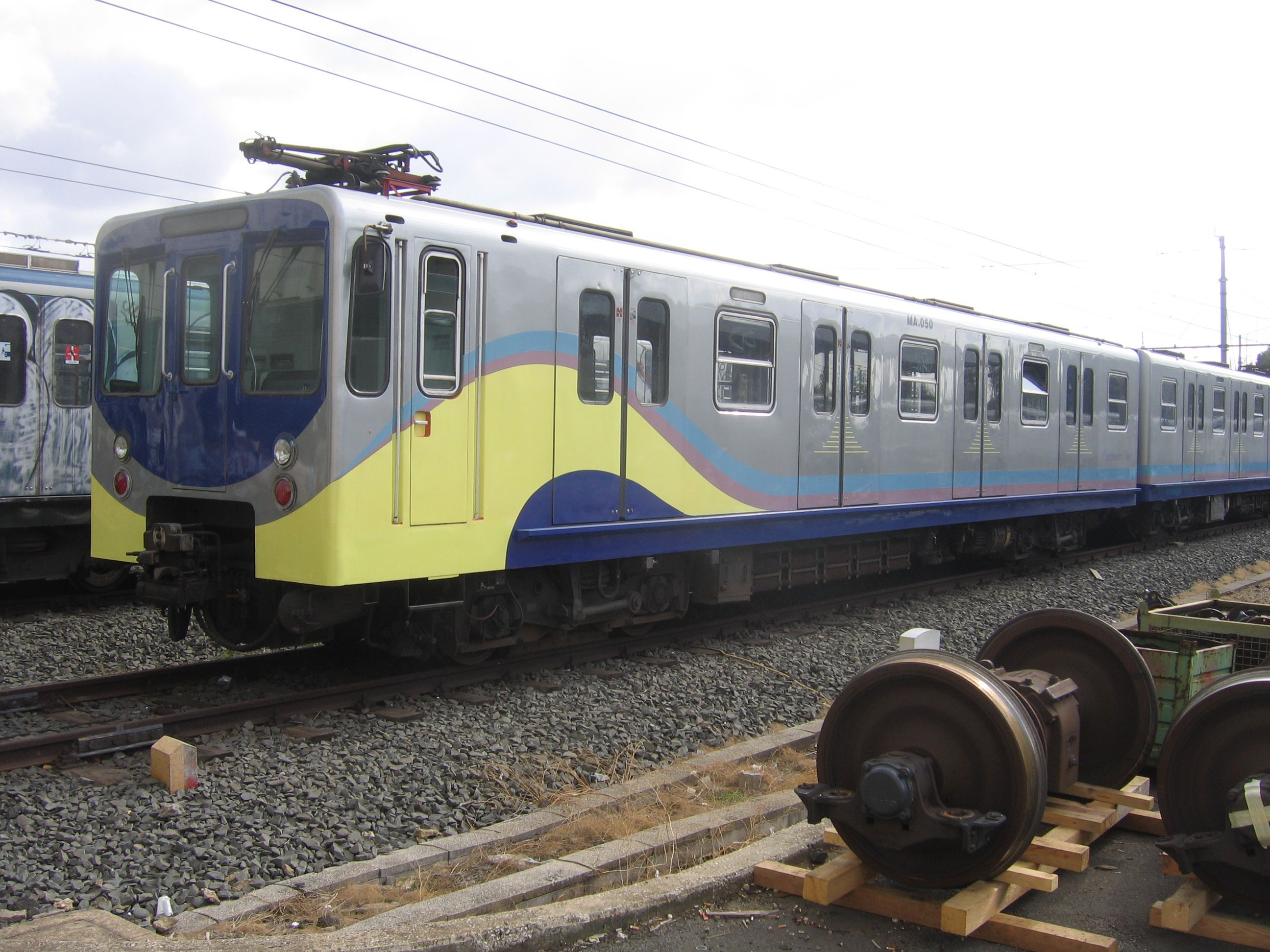
MA 100型，在羅馬-麗都鐵路的塗裝
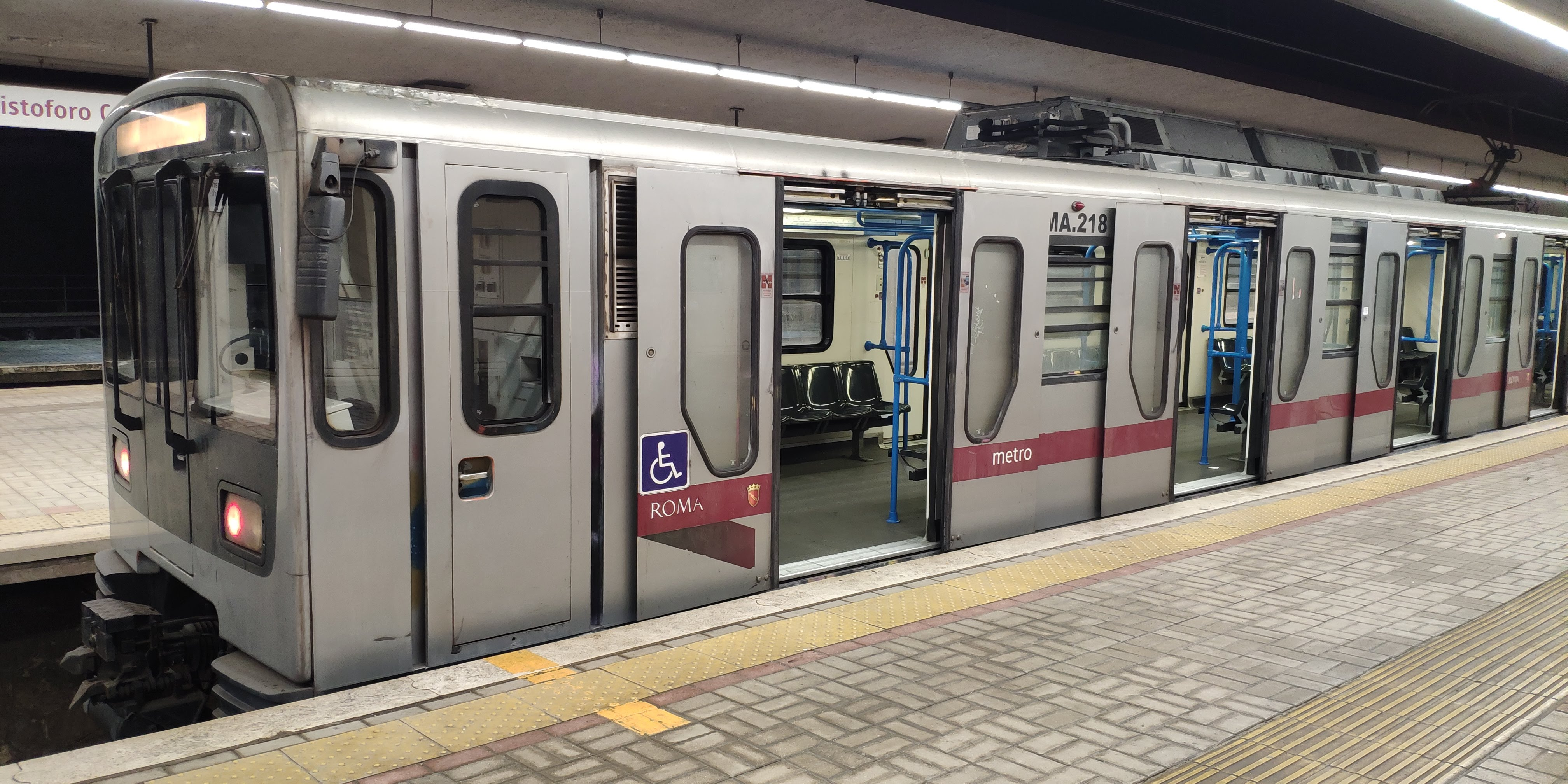
MA 200型

- 羅馬地鐵MR100/MR200型電聯車（義大利語：Elettromotrici STEFER MR 100 e MR 200）—第一代列車，由義大利製造商製造，於1955 - 1987年間在羅馬地鐵B線營運，共生產40組雙節列車，1987 - 2010年轉給羅馬-麗都鐵路（英语：Rome–Lido railway）使用，採4-6節編組營運，最高速度100公里/小時。
- 羅馬地鐵MR 300型電聯車（義大利語：Elettromotrici STEFER MR 300）—列車由義大利製造商製造，於1976 - 1987年間在羅馬地鐵B線營運，1987 - 2010年轉給羅馬-麗都鐵路（英语：Rome–Lido railway）使用，採4-6節編組，最高速度100公里/小時。
- 羅馬地鐵MB100型電聯車（義大利語：Elettromotrice Met.Ro MB100）—列車由義大利製造商製造，用於取代MR系列列車，於1987 - 2014年間在羅馬地鐵B線營運，共生產31列列車，每列6節編組，共186個車廂，載客量1176人，最高速度90公里/小時。
- 羅馬地鐵MA100型電聯車（義大利語：Elettromotrici ACOTRAL MA 100）—A線第一代列車，由義大利製造商製造，於1980 - 2005年間在羅馬地鐵A線營運，最初每列4節，之後擴充至6節編組，共生產152個車廂，最高速度90公里/小時。2005年除役後，轉給羅馬-麗都鐵路使用到2018年，另有一部分轉賣給那不勒斯，现在属于沃爾圖諾自治機構（義大利語：Ente Autonomo Volturno），於那不勒斯-阿維爾薩鐵路（英语：Naples–Aversa railway）使用至今。
- 羅馬地鐵MA200型電聯車（義大利語：Elettromotrici COTRAL MA 200）—列車由義大利製造商製造，於1999年開始在羅馬地鐵A線營運，共生產20組列車，每組3節，共60個車廂，各節之間可以連通。營運時以2組6節編組運行，載客量1210人，最高速度90公里/小時。S/300型電聯車投入後，先被轉至B線，目前在羅馬-麗都鐵路使用。

## 營運

### 票務
羅馬地鐵的單程票票價為1.5歐元，可以在100分鐘內搭乘一次地鐵，若是搭乘公交車和有軌電車則可以在時間內不限次數搭乘。除了單程票之外ATAC還發售24、48、72小時車票，以及一週到一年不等的定期票券。

### 營運時間
羅馬地鐵營運時間從 5:30 左右開始，到當日23:30 左右結束。週五和週六的服務延長至隔日凌晨 1:30 左右結束。地鐵結束當日營運後，有夜間巴士沿著與地鐵相同的路線和停靠站點服務。

## 羅馬其他軌道交通

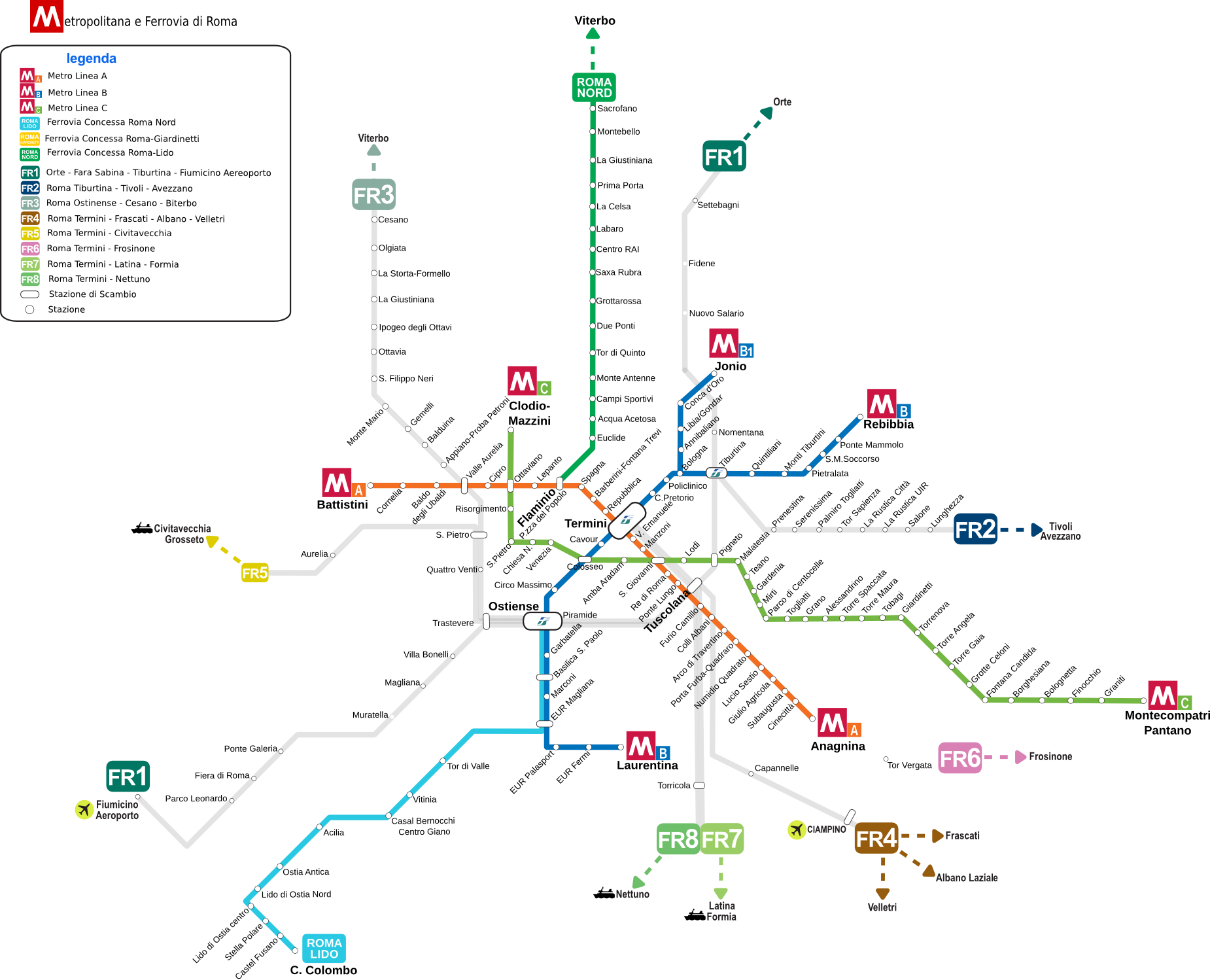
羅馬城市軌道交通一覽圖（含建造中路段，未呈現羅馬-賈爾迪內蒂鐵路）

在羅馬市區與近郊的城市軌道交通系統除了羅馬城鐵、地鐵和羅馬電車之外，還有3條性質介於輕軌、地鐵與通勤鐵路線之間的路線，分別是：羅馬-賈爾迪內蒂鐵路、羅馬-麗都鐵路及羅馬 – 維泰博鐵路。

### 羅馬-麗都鐵路

羅馬-麗都鐵路標誌
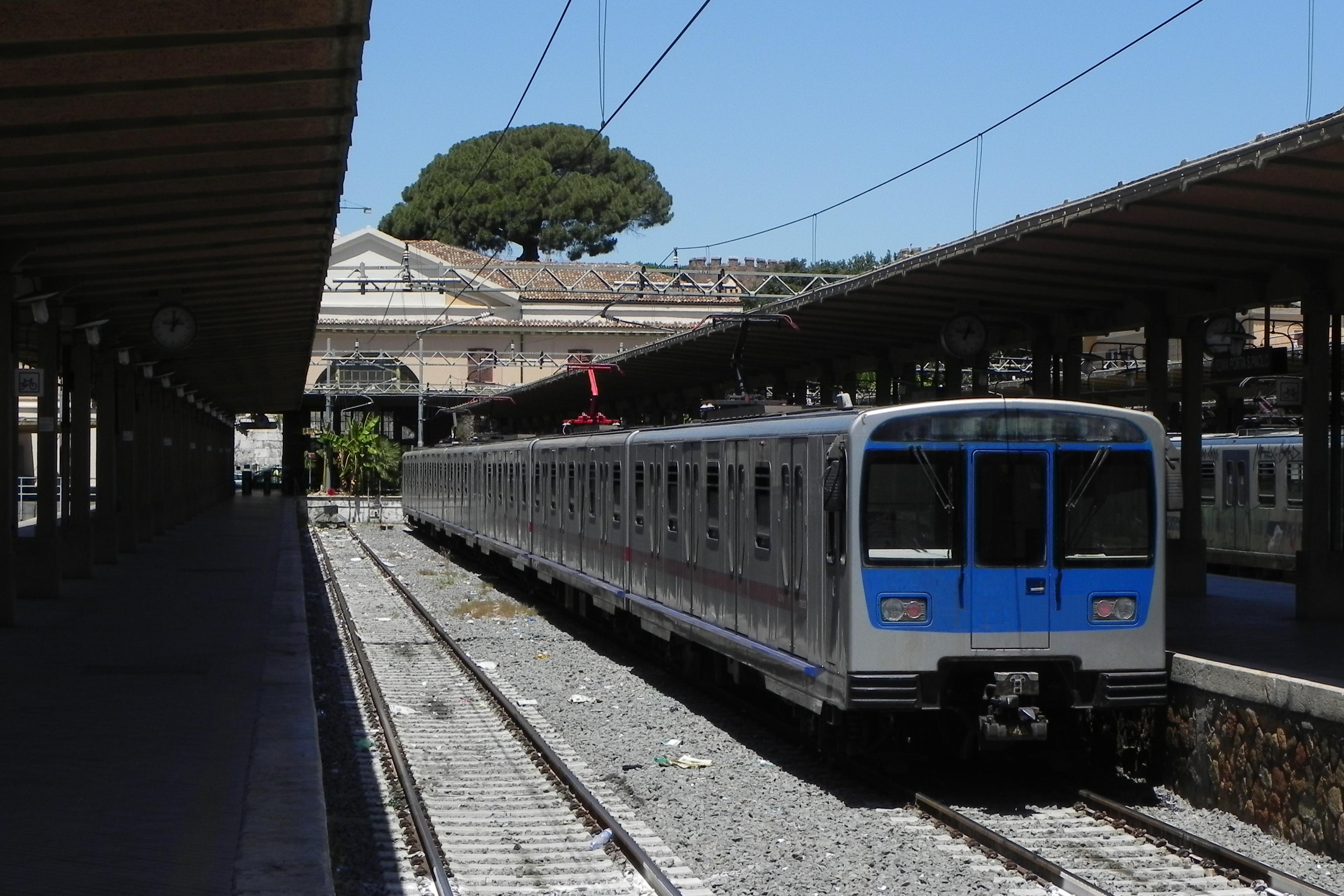
羅馬-麗都鐵路MA 200型列車
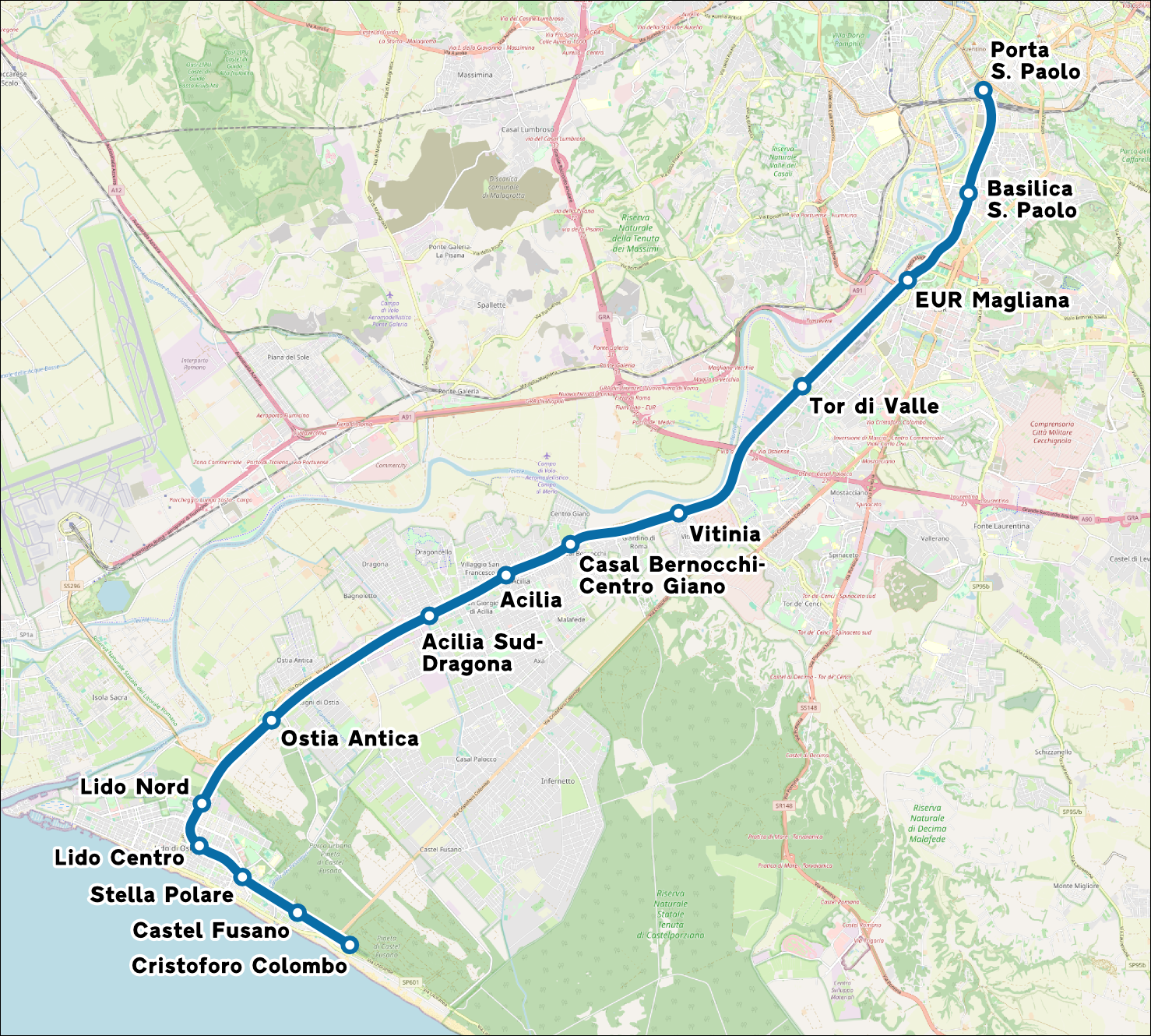
羅馬-麗都鐵路路線圖

羅馬-麗都鐵路的建設在第一次世界大戰結束後不久開始，於 1924 年完工，隔年完成電氣化。目前羅馬-麗都鐵路為標準軌距鐵路，使用1500伏特直流電架空線形式供電。路線長28.3公里，有13座車站，全線位於地面。從羅馬聖保羅門車站出發，該站可與B線金字塔站轉乘，在與B線平行行駛3個車站 (均可轉乘，同路段B線設置5座車站)之後，羅馬-麗都鐵路轉往西南方向前往奧斯蒂亞，終點設於克里斯托弗哥倫布車站。
該路線由於班次少、列車無空調，飽受批評。2021年9月更因為列車維修，可用列車不足，暫停3個車站服務，甚至被批評為“意大利最糟糕的鐵路線”。
羅馬-麗都鐵路使用與羅馬地鐵相同的MA 200與MA 300型列車，可以視為地鐵化的通勤铁路，羅馬地鐵公司從2000年開始管理該路線，ATAC於2010年繼承羅馬地鐵公司的管理經營權，不過鐵路所有者拉齐奥大区政府在2022年將經營權轉予拉齊奧運輸公司。

### 羅馬-賈爾迪內蒂鐵路

羅馬-賈爾迪內蒂鐵路標誌
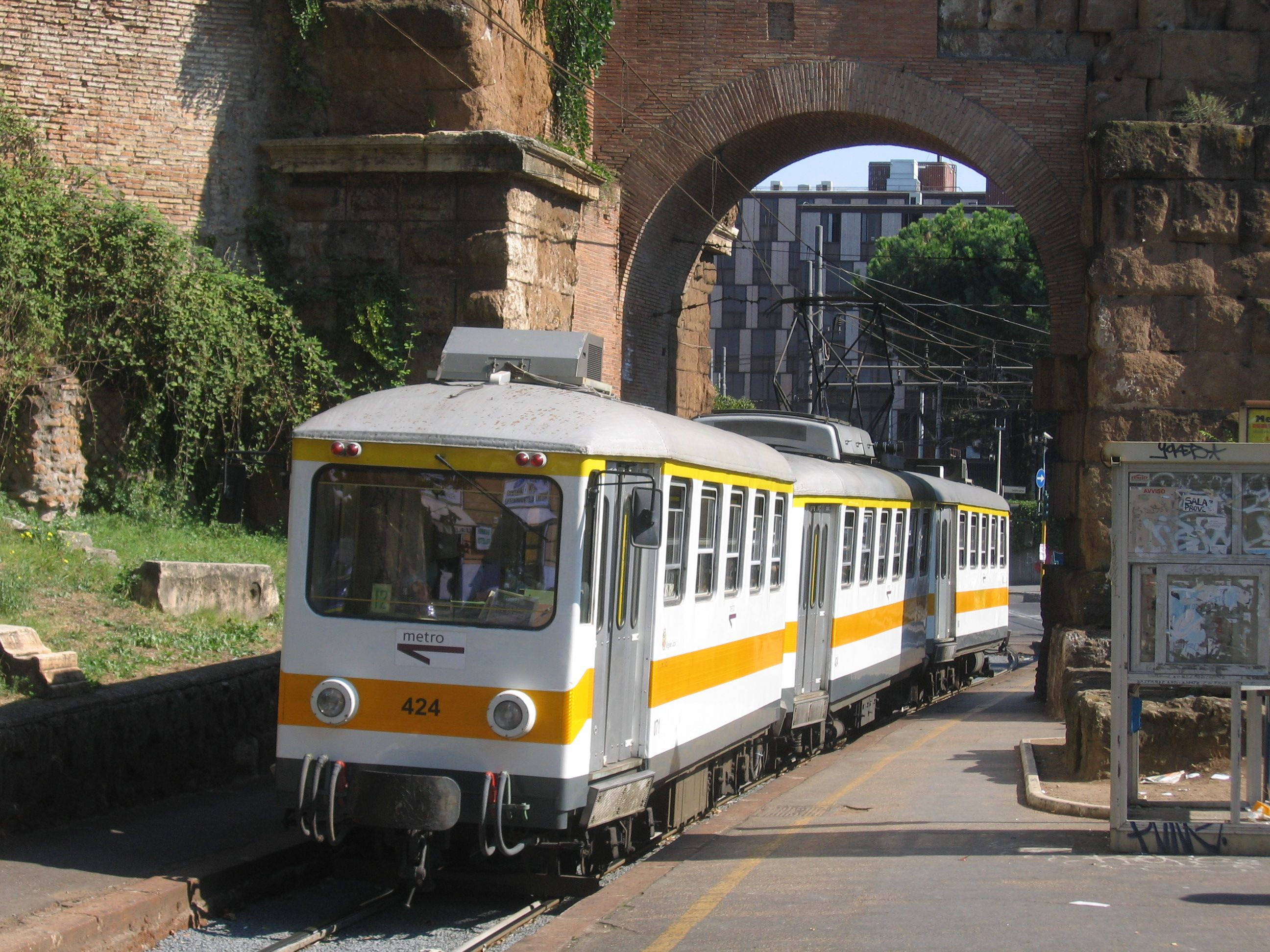
羅馬-賈爾迪內蒂鐵路列車

羅馬-賈爾迪內蒂鐵路於 1916 年完工，原本是長達137公里的羅馬-佛羅西羅內鐵路的一部分為軌距950mm的窄軌鐵路、輕軌形制，但由於多次天災破壞，該路線逐漸縮短至賈爾迪內蒂站，2008年因為地鐵C線建設，關閉與C線平行的路段，路線縮短至琴托切萊站。
目前羅馬-賈爾迪內蒂鐵路為軌距950mm的窄軌鐵路、輕軌形制，使用1650伏特直流電架空線形式供電，路線僅剩5.4公里，有12座車站，全線位於地面。從羅馬拉齊亞車站出發，該站可與A、B線特米尼站站外轉乘，終點設於琴托切萊站。羅馬地鐵公司從2000年開始管理該路線，ATAC於2010年繼承羅馬地鐵公司的管理經營權至今。

### 羅馬－維泰博鐵路

羅馬－維泰博鐵路標誌
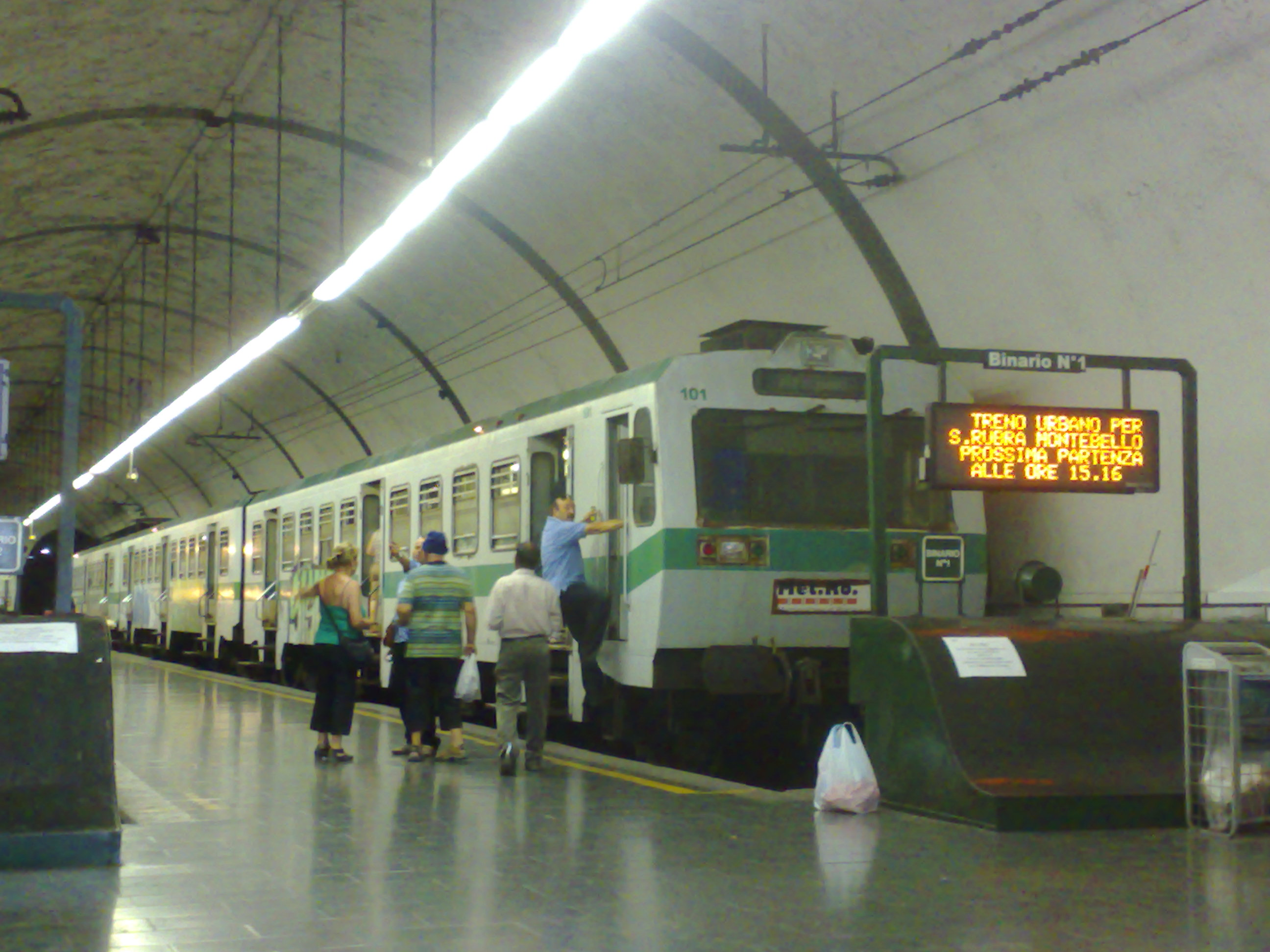
羅馬－維泰博鐵路列車

羅馬－維泰博鐵路，連接羅馬和維泰博省首府維泰博，最初於1900年時以有軌電車的形式開通，1913年延伸至維泰博，1932年改造為一般鐵路線。目前羅馬－維泰博鐵路為標準軌距鐵路，使用3000伏特直流電架空線形式供電。路線長101.8公里，有31座車站，在羅馬市區為複線鐵路，郊區則為單線鐵路，市區和郊區列車分開營運，市區列車僅運行於複線區間，運營長度約12.5公里，有15座車站。
羅馬－維泰博鐵路從弗拉米尼奧-人民廣場站出發，該站可與A線轉乘，路線向北終點設於維泰博車站。羅馬地鐵公司從2000年開始管理該路線，ATAC於2010年繼承羅馬地鐵公司的管理經營權，不過鐵路所有者拉齐奥大区政府在2022年將經營權轉予拉齊奧運輸公司。

## 未來計畫

計畫中的羅馬地鐵網絡

根據2019年計畫，羅馬地鐵擴張包括以下部分：

### 既有線延伸
- A線計畫在西端延長5.1公里長的路段，將設置4個新車站。
- 在B線北端，主線計畫延長延長2.8公里，將設置2個新車站；[19]B1線則計畫延長延長5.1公里，將設置5個新車站。
- C线
  - C线延伸工程目前建設中，計畫通车至斗兽场站，与地铁B线交匯，[20]將延伸2.8公里，經過2座車站，[21]原定2024年开业，现延后至2025年。[22]
  - 抵达斗兽场站（与地铁B线相连）后，C線計畫穿越帝国广场大道，延伸一站，在威尼斯广场站與計畫中的D線轉乘。工程於2021年8月批准，[23]2023年6月22日動工。[24]
  - C線未來計畫进一步延伸，再次與A線在屋大維站轉乘，遠期終點設於羅馬北部意大利外交部所在的法爾內西納宮（英语：Palazzo della Farnesina）附近，遠期計畫長度約6.5公里，經過7個車站[25]。

### 新路線
新路線中D線為新建路線，E、F、G線為將上述三條，性質介於輕軌、地鐵與通勤鐵路線之間的路線，改造為地鐵。

#### 罗马地铁D线
罗马地铁D线的标识色为黄色。D线与C线同时规划，计划分担B线的大量人流以及连接台伯河左岸的区域，该线路连接罗马的东北部和西南部的EUR区，线路长度为20.4公里，设站22座，由南至北与B线和羅馬-麗都鐵路 (計畫改造為E線)在EUR馬利亞納站交會、与C线在威尼斯廣場站交匯、与A线在西班牙廣場站交匯，与B1支线在约尼奧站交匯。
由於资金和技術问题，D线計畫於2011年被暫停，並陷入無限期延遲状态。2018年D線項目被再次提出，2020年羅馬市長維吉尼亞·拉吉承諾推動D線提交審查，並利用2019冠状病毒病疫情復甦基金資助該計畫。

#### 罗马地铁E线
羅馬地鐵E線計畫改造羅馬-麗都鐵路，計畫增購該線的列車，使該線於2024年時，班距能縮減為6分鐘。另外計畫在路線上增加3座車站，其中2站在與B線平行的路段，方便乘客轉乘。

#### 罗马地铁F线
羅馬地鐵F線計畫改造羅馬－維泰博鐵路，改造的範圍僅限於羅馬－維泰博鐵路的市區複線路段，長度約12.5公里，有15座車站。

#### 罗马地铁G线
羅馬地鐵G線計畫改造羅馬-賈爾迪內蒂鐵路，2020年維吉尼亞·拉吉宣布該線將改造成輕軌，修改部分路線走向，延伸到罗马第二大学，並使該路線成為羅馬地鐵的一部分。羅馬-賈爾迪內蒂鐵路改造後將編號為G線，設置29個車站。2020年基礎設施和運輸部已撥出200萬歐元進行該工程，計畫2022年動工。

## 事故

### 2006年罗马地铁相撞事件
2006年10月17日當地時間早上9時37分，地铁A线的两辆列车在維托里奧·埃馬努埃萊站相撞，造成1名约30岁左右的意大利女子死亡，另有145人受到不同程度的伤害，数十人危及生命。政府已排除是恐怖袭击的可能。事故可能发生的原因是后一辆列车的驾驶员没有注意到地铁里的红灯信号而酿成了这次惨剧。

### 2015年罗马地铁相撞事件
2015年6月5日，地鐵B線的两辆列车在罗马南部的EUR帕拉斯波站附近的隧道里相撞，导致12人受伤，其中2人有骨折等严重伤势，这两辆车是开往同一方向的，当时的时速不超过30公里。罗马交通局长因普罗塔表示该事故是很显然后一辆车没有注意需要遵守的标志和速度，“必然是人为失误”。

## 外部連結
- 羅馬地鐵官方網站 （页面存档备份，存于）（意大利文）
- 羅馬市公共交通（意大利文）
- Urban Rail網站 （页面存档备份，存于）（英文）